# ベルタ・フォン・ホーエンシュタウフェン
ベルタ・フォン・ホーエンシュタウフェン（ドイツ語：Bertha von Hohenstaufen, 1123/30年 - 1194/5年）は、ロレーヌ公マチュー1世の妃。息子シモン2世の統治の初期に摂政の座を争ったが、息子が成人したためその地位を追放された。名はユーディト（Judith）ともいわれる。

## 生涯
ベルタは、シュヴァーベン大公フリードリヒ2世とバイエルン公ハインリヒ9世の娘ユーディト・フォン・バイエルンの娘である。ホーエンシュタウフェン家の一員であり、父方の叔父はドイツ王コンラート3世、兄は後の神聖ローマ皇帝フリードリヒ・バルバロッサであった。
ベルタは1138年ごろに、ロレーヌ公マチュー1世と結婚した。ベルタは夫とともに多くの特許状を発行した。文書を承認するために少なくとも2種類の異なるシールを使用し、そのシールは馬にまたがる姿を描いたものであったが、これは中世の貴族の女性が用いたシールとしては非常に珍しいデザインであった。
1176年にマチュー1世が死去すると、息子シモン2世がロレーヌ公として跡を継いだ。シモン2世は健康面で虚弱であったため、ベルタは摂政として権力を掌握し、息子と共に署名し文書を発行した。しかし、シモン2世は成人していたため、ベルタの摂政位は違法とみなされ、貴族から広く反対され、破門された。ベルタは政治的な立場から退き、メス司教の前で懺悔をすることを余儀なくされた。

## 子女
マチュー1世との間に以下の子女が生まれた。
- シモン2世（1140年 - 1207年） - ロレーヌ公
- フェリー1世（1143年頃 - 1206年） - ビッチュ伯、後にロレーヌ公
- ジュディット（1173年没） - 1170年にオーソンヌ伯エティエンヌ2世（英語版）と結婚
- アリス（1200年没） - ブルゴーニュ公ユーグ3世と結婚
- ティエリー（1181年没） - メス司教（1174年 - 1179年）
- マチュー（1208年没） - トゥール伯
- 娘 - 早世